# Фрай-Маркос
Фрай-Маркос (исп. Fray Marcos) — город на юге Уругвая, на территории департамента Флорида.

## География
Город находится в юго-восточной части департамента, на левом берегу реки Сансе-де-Касупа, на высоте 80 метров над уровнем моря.
Фрай-Маркос расположен на расстоянии приблизительно 44 километров к востоку-юго-востоку (ESE) от города Флорида, административного центра департамента и на расстоянии 78 километров к северо-северо-востоку (NNE) от Монтевидео, столицы страны. Ближайший гражданский аэропорт расположен в городе Монтевидео.

## История
Фрай-Маркос был основан в декабре 1888 года. Получил статус малого города (Villa) 5 июля 1956 года.

## Население
По данным переписи 2011 года, население составляло 2 398 человек
| Год  | Население |
| ---- | --------- |
| 1963 | 1 403     |
| 1975 | 1 568     |
| 1985 | 1 676     |
| 1996 | 2 053     |
| 2004 | 2 509     |
| 2011 | 2 398     |

Источник: Instituto Nacional de Estadística de Uruguay